# Optical mark recognition
L'Optical Mark Recognition è il processo di cattura di informazioni tramite il riconoscimento di marcature (segni scuri) in punti predefiniti di una pagina.
Questo sistema si basa sul fatto che la riflettività della pagina cambia nei punti scuri, per cui le aree marcate vengono riconosciute dal fatto che meno luce viene da esse riflessa.
L'OMR è più semplice e diverso dal Riconoscimento ottico dei caratteri (OCR Optical Character Recognition).
Uno degli usi più frequenti di OMR è quello relativo a questionari a risposta multipla 
(lo studente usa una matita tenera (gradazione HB) e marca le sue risposte annerendo i circoletti su di un foglio prestampato).
I fogli vengono poi acquisiti da uno scanner (preferibilmente con inseritore automatico di fogli) ed un programma apposito crea automaticamente una tabella con i risultati di ciascun studente.
In Italia l'OMR è usato anche in apparecchi specializzati per la lettura della schedina del Totocalcio e di concorsi simili.
Altri esempi di lettura ottica  OMR sono il riconoscimento MICR (inchiostro magnetico) dei numeri degli assegni ed i codici a barre.